# Antigny, Vienne
Antigny là một xã, tọa lạc ở tỉnh Vienne trong vùng Nouvelle-Aquitaine, Pháp. Xã này có diện tích 43,93 km², dân số năm 2006 là 600 người. Xã nằm ở khu vực có độ cao trung bình 124 m trên mực nước biển. 
Dân địa phương danh xưng tiếng Pháp là Antignois.

## Hành chính
| Danh sách các xã trưởng |                  |                   |      |         |
| Giai đoạn               | Giai đoạn        | Tên               | Đảng | Tư cách |
| mars 2001               | tháng 3 năm 2008 | Pascale Pinaudeau |      |         |
| mars 2008               |                  | Pascale Dagonat   |      |         |

## Biến động dân số

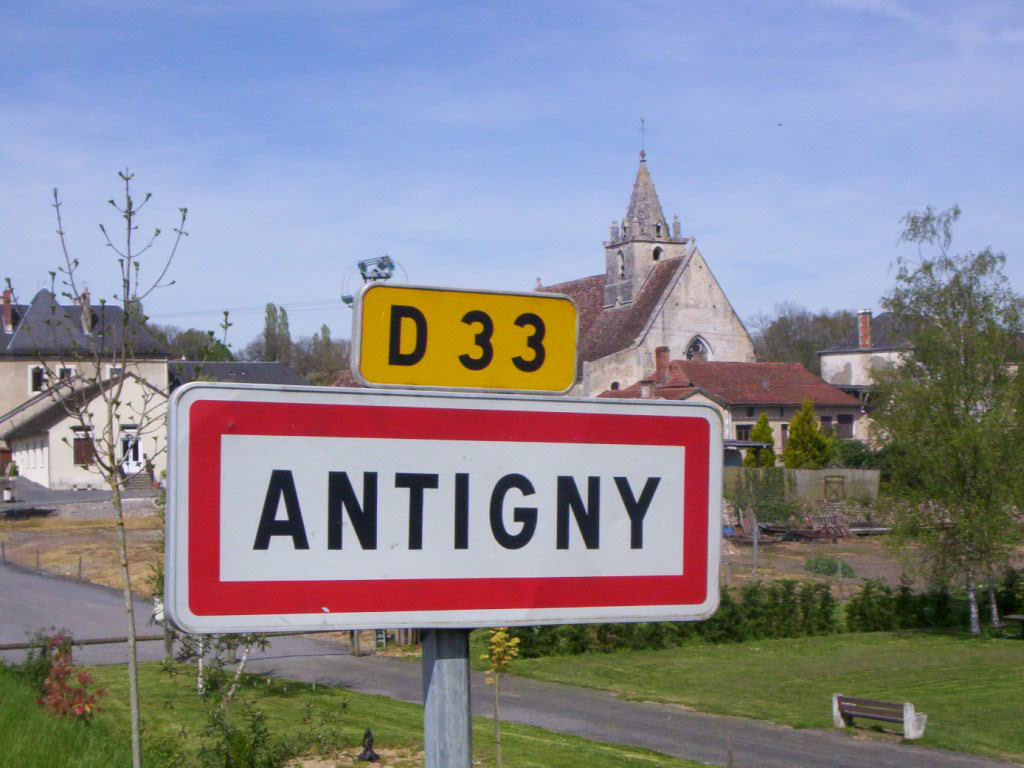
Panneau d'entrée d'Antigny (Vienne)

| Năm | 1962 | 1968 | 1975 | 1982 | 1990 | 1999 | 2006 |
| --- | ---- | ---- | ---- | ---- | ---- | ---- | ---- |
| Dân số | 646  | 746  | 723  | 678  | 607  | 598  | 600  |
| From the year 1962 on: No double counting—residents of multiple communes (e.g. students and military personnel) are counted only once. |      |      |      |      |      |      |      |